# نيك ميسن
نيكولاس بيركلي «نيك» ميسن (بالإنجليزية: Nicholas Berkeley "Nick" Mason)‏ (ولد في 27 يناير عام 1944) هو موسيقي وملحن إنجليزي، اشتهر بكونه عازف الطبول في بينك فلويد. وهو العضو الوحيد الثابت من الفرقة منذ تأسيسها في عام 1965.

## روابط خارجية
- نيك ميسن على موقع IMDb (الإنجليزية)
- نيك ميسن على موقع الموسوعة البريطانية (الإنجليزية)
- نيك ميسن على موقع ميوزك برينز (الإنجليزية)
- نيك ميسن على موقع رولينغ ستون (الإنجليزية)
- نيك ميسن على موقع إن إن دي بي (الإنجليزية)
- نيك ميسن على موقع أول ميوزيك (الإنجليزية)
- نيك ميسن على موقع ديسكوغز (الإنجليزية)
- نيك ميسن على موقع قاعدة بيانات الفيلم (الإنجليزية)